# Оранта
Оранта е религиозен термин за човек в молитвена поза с вдигнати нагоре ръце. В раннохристиянското изкуство се изобразява като молеща се фигура в цял ръст с вдигнати до нивото на лицето ръце с длани, обърнати към зрителя. От 12 век предпочитаната поза за молитва са събраните ръце.

## Етимология
Оранта е причастие от гръцкия глагол ορώ или οράω – „виждам“, „гледам“, а оттам и названието „Богородица на знамението“. В превод на латински: orans, orantis – „молещ се, призоваващ“.

## Разпространение
Добре запазени фрески на оранта има в римските катакомби. През IX–XIII век такива фигури са изобразявани в монументалната живопис и на икони в България, Византия и Древна Русия.
Символът оранта се ползва и в сеченето на монети – напр. монети от времето на цар Иван Шишман (България), Украйна, Ватикана, византийски фолиси от 11 век.

## Представяне на Богородица
В православната иконография орантата е един от основните видове изображения на Пресвета Богородица. На нея Богородица е изобразена най-често без Младенеца, в пълен ръст, с вдигнати нагоре ръце и разгърнати длани – традиционния жест на застъпническа молитва.
При допоясното представяне на Богородица, в центъра на изображението, в кръг е изобразен Младенецът, а вдигнатите ръце и на двамата са жестове на благославяне. Това е единственият иконографски тип на Пресвета Богородица с Младенеца, където и двамата са изобразени „ан фас“. Според някои изследователи именно този иконографски тип е най-древният, докато други учени предполагат за термин на неговото възникване едва 11. – 12. век. Най-старите образци на Пресвета Богородица Оранта са мозаечни пана от 13. век.

## Галерия
- „Богородица на знамението“, 18 век
- Раннохристиянска картина на Ной в поза оранта
- Молещ се ангел в поза оранта
- Статуя на Орантата от Паметник „Асеневци“
- Статуя на Орантата от Паметник „Асеневци“
- „Св. Марк в екстаз“, Тициан, 1545 г.
- Герб на Дмитро Богдан Григорак, Украйна
- 50 украински гривни, „Рождество Христово“